# Internetski medijski videosadržaj
Internetski medijski videosadržaj (engl.: webcast) je medijski videosadržaj koji se emitira putem mrežnog strujanja, a može doći i na zahtjev njihovih korisnika. U osnovi, medijski videosadržaj se emitira radiodifuzijom (engl.: broadcasting) preko interneta. 
Najveći "medijski videosadržaji" uključuju radijske i televizijske postaje koji "simultano odašiljaju" i reproduciraju navedeni program. Internetski videosadržaj se obično sastoji od pružanja neinteraktivnih linijskog mrežnog strujanja ili događaja. Tijela za proizvode pod licencom i autorskim pravima nude posebne "dozvole za internetske videosadržaje" onima koji žele uživo odašiljati (prenositi) program kroz mrežno strujanje koristeći materijale zaštićene autorskim pravima.

## Pregled
Medijski videosadržaj se široko upotrebljava u trgovačkom sektoru za njihove prezentacije (npr. na poslovnim sastancima), u e-učenju (engl.: e-learning; za odašiljanje prijenosa seminara) i za povezane komunikacijske aktivnosti. 
Međutim, internetski videosadržaj ne podnosi mnogo, ako uostalom postoje, odnos prema web konferencijama, koji je dizajniran i osmišljen za dogovore između mnogo ljudi.